# Julius Paulsen
Julius Paulsen (Odense, 22 ottobre 1860 – Copenaghen, 17 febbraio 1940) è stato un pittore danese.
Studiò dal 1879 al 1882 all'accademia reale delle belle arti della Danimarca, dove insegnò in seguito. Fece parte del gruppo dei pittori di Skagen e venne influenzato da Rembrandt e dal Salone di pittura e scultura. È noto soprattutto per i suoi ritratti.

## Biografia
Nato a Odense, Paulsen era figlio di Knud Christian Paulsen, un commerciante, e di Betzy Christiane, nata Petersen. Aveva una sorella maggiore di nome Agnes, che come lui divenne una pittrice. Iniziò a studiare alla scuola della cattedrale della sua città e ricevette delle lezioni di disegno dalla madre. Dopo aver terminato il suo apprendistato come decoratore nella sua città natale, nel 1879 entrò all'accademia reale delle belle arti della Danimarca, riuscendo a diplomarsi nel 1882. Prima di terminare gli studi era già noto per dei dipinti di genere e dei paesaggi. Nel 1883 espose un ritratto di suo padre, che gli valse il premio Neuhausen; nel 1887 fu premiato con una medaglia per il suo dipinto Adamo ed Eva e nel 1893 si guadagnò la medaglia Thorvaldsen. Tra il 1885 e il 1895 fece molti viaggi nei Paesi Bassi, in Francia e in Belgio assieme a Viggo Johansen, con il sostegno dell'accademia.

### Carriera
Nel 1895 Julius Paulsen espose il quadro Le modelle aspettano alla prima esposizione internazionale d'arte di Venezia, guadagnandosi un premio di cinquemila lire. Paulsen dipinse delle opere realiste, simboliste e impressioniste ma si ispirò anche all'arte olandese del diciassettesimo secolo, come nel suo quadro Portrætgruppe ("Ritratto di gruppo") del 1902, esposto al museo di Skagen. I suoi dipinti storici si distinguono per i colori e lo stile splendidi, nonché per la resa magistrale della forma del corpo umano. Dipinse anche opere a tema religioso o biblico, come il già citato Adamo ed Eva, una Santa Cecilia e un Caino, che venne esposto nel 1897 alla Biennale veneziana.

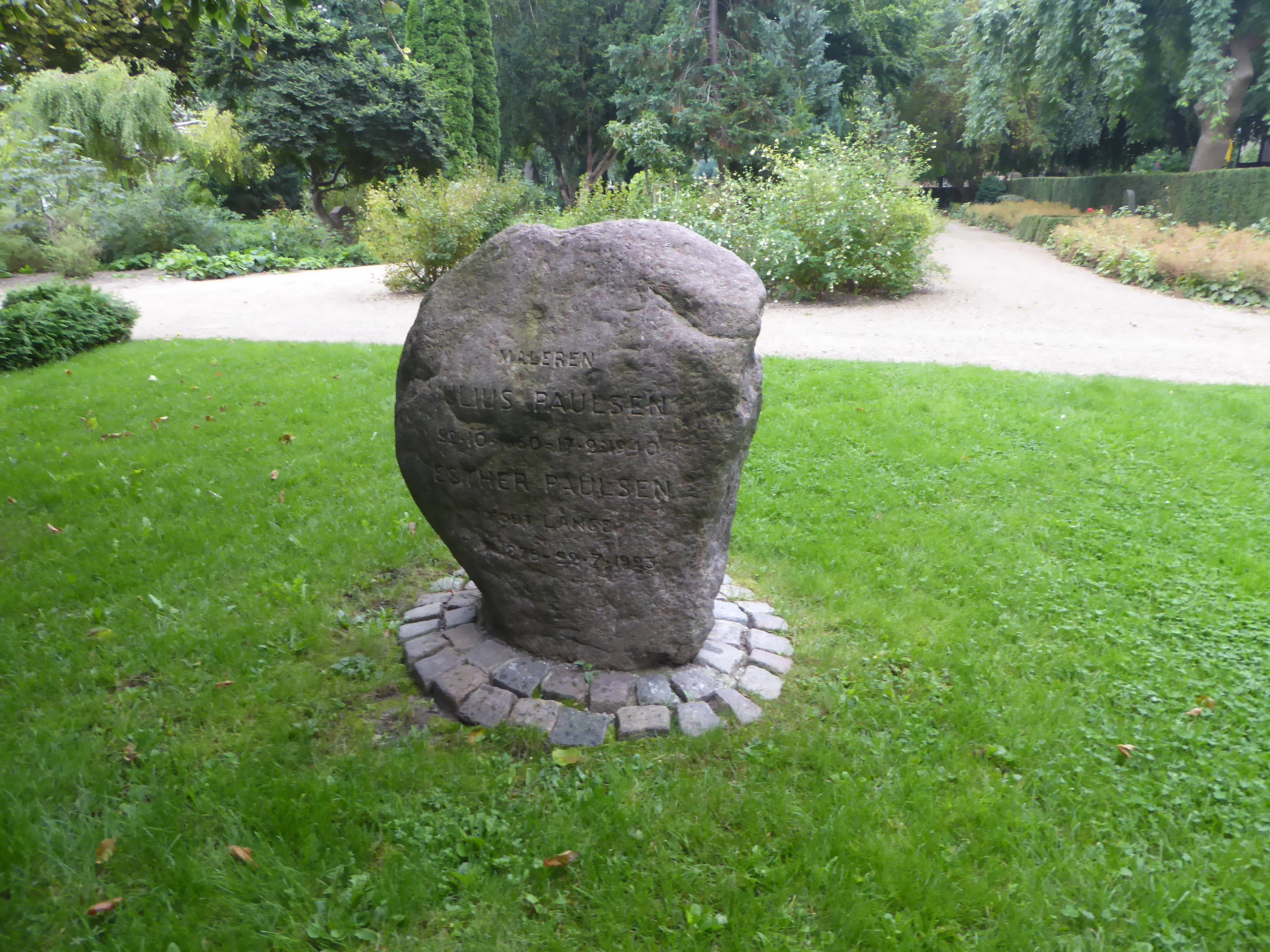
La tomba di Julius Paulsen e di sua moglie Esther.

Paulsen fu legato inoltre a molti pittori di Skagen che si riunivano ogni estate nel nord dello Jutland, ma non si recò a Skagen prima del 1900. Dipinse molti ritratti di Laurits Tuxen e della sua famiglia così come molti paesaggi. Il suo dipinto di Peder Severin Krøyer è esposto al museo nazionale di storia del castello di Frederiksborg. Dal 1908 al 1920 Paulsen fu professore all'accademia reale delle belle arti della Danimarca. Nel 1932 realizzò dei dipinti in occasione dei giochi olimpici estivi. Julius Paulsen morì nel 1940 e fu sepolto nel cimitero di Holmen, nel distretto copenaghense di Østerbro. 

## Galleria d'immagini

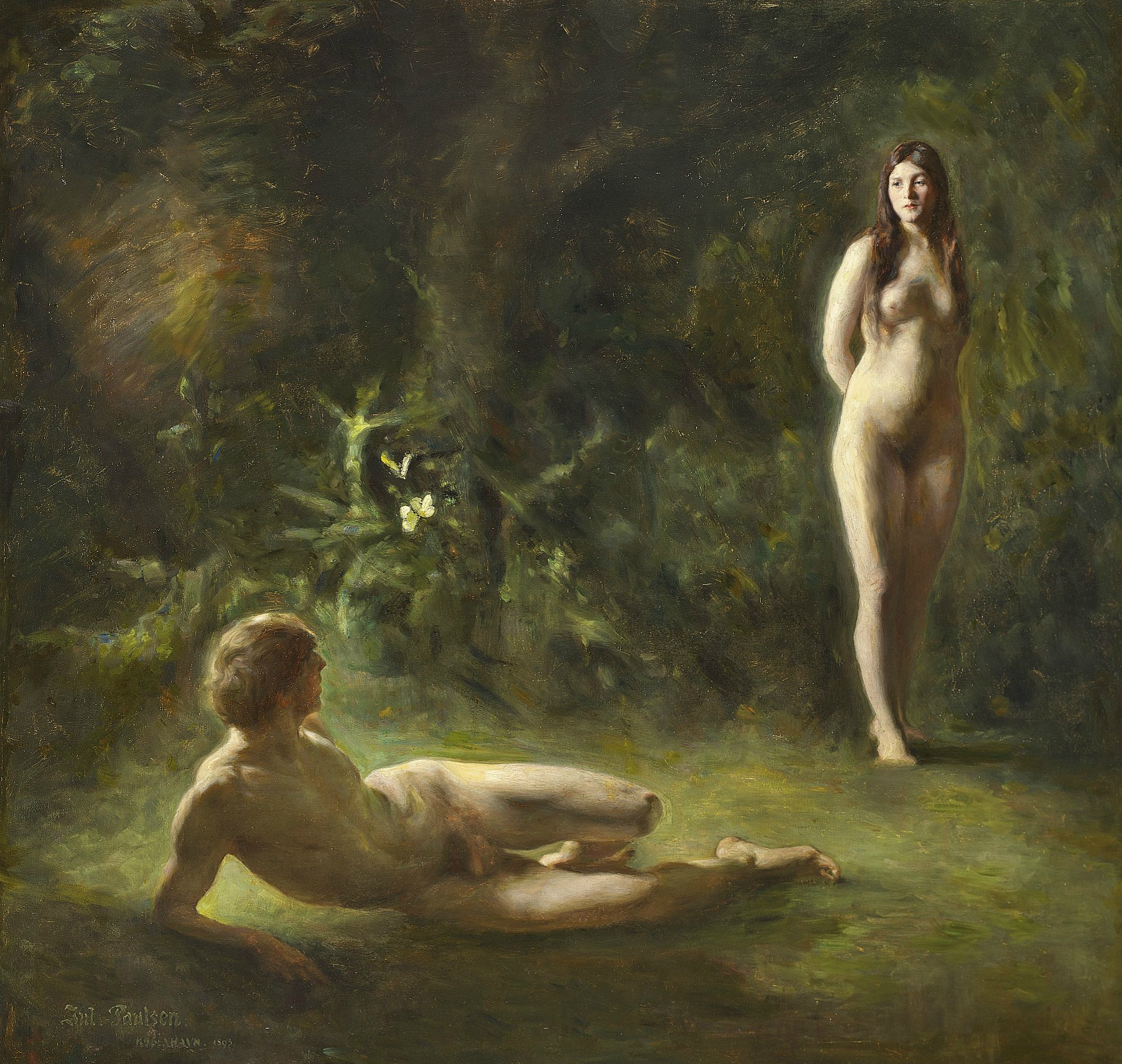
Adamo ed Eva, 1893
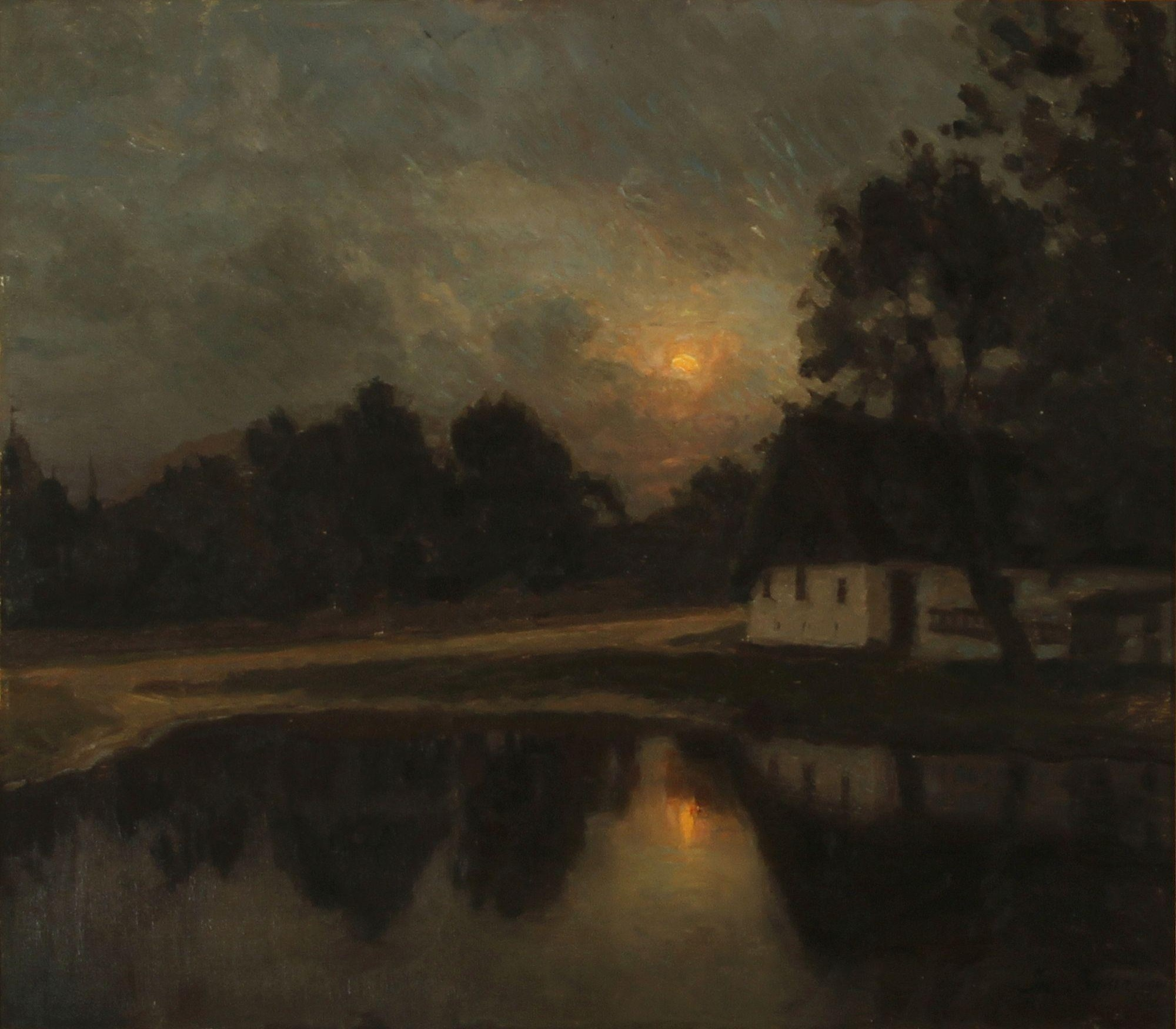
Paesaggio serale, 1901
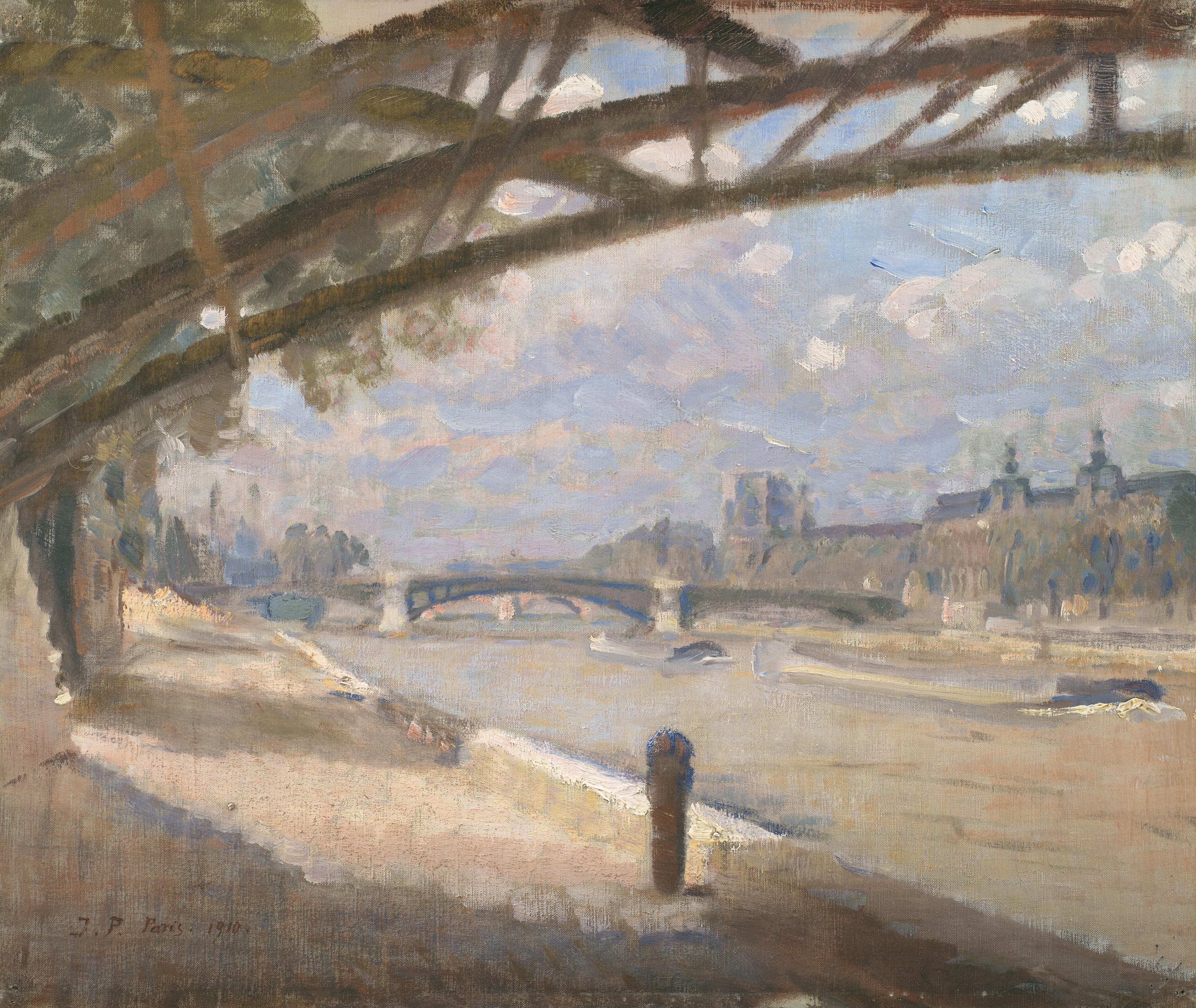
Sotto il Pont des Arts, 1910
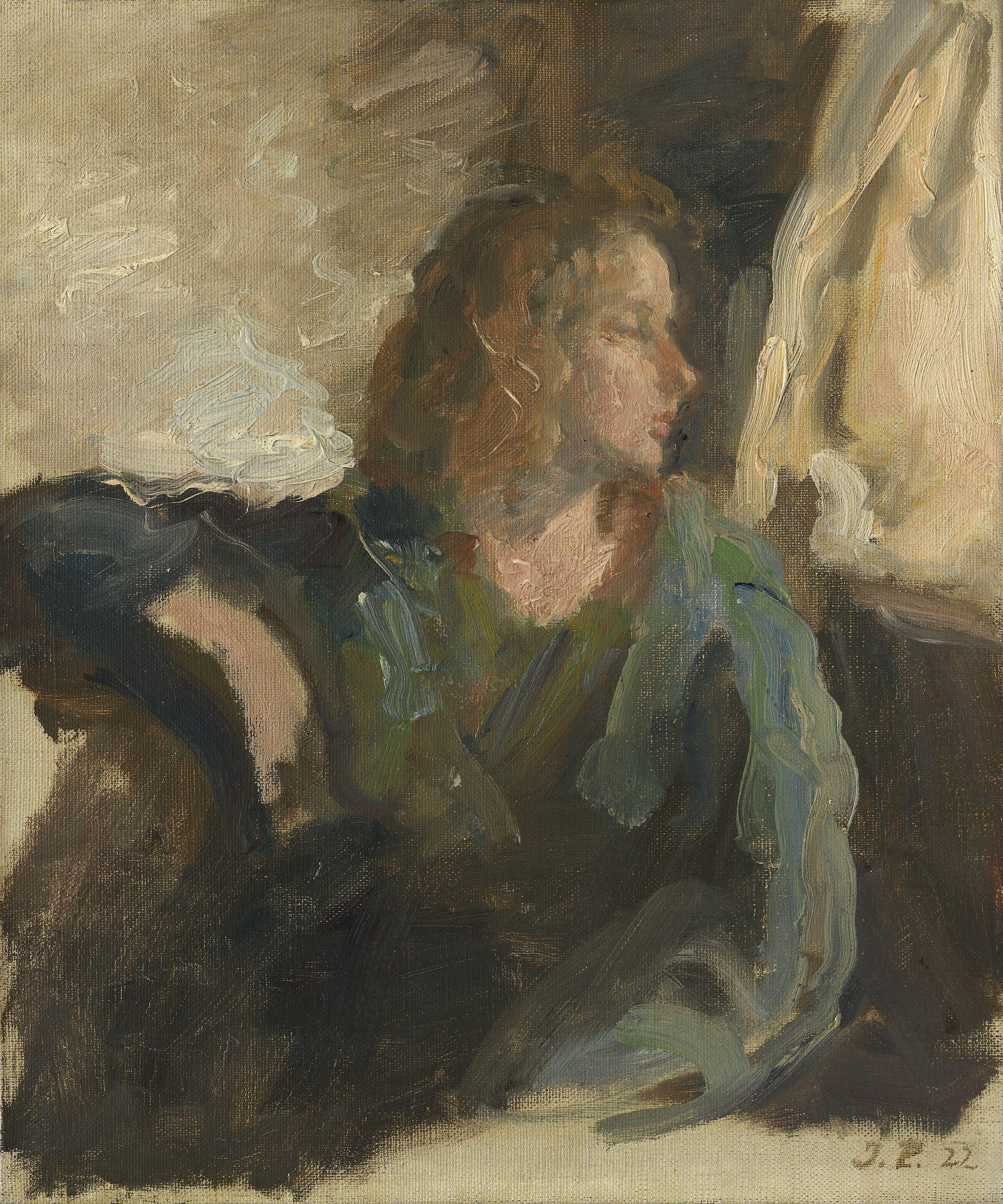
Un ritratto della figlia Inger, del 1922